# أصدقاء (الموسم 2)
عُرِض الموسم الثاني من مسلسل فريندز وهو مسلسل كوميديا الموقف أمريكي من تأليف كل من ديفيد كرين ومارتا كوفمان على قناة إن بي سي في 21 سبتمبر 1995. ٱنتج المسلسل بواسطة شركة برايت/كوفمان/كرين برودكشنز بالاشتراك مع تلفزيون وارنر برذرز. يحتوي الموسم على 24 حلقة واختتم بثه في 16 مايو 1996.

## لمحة عامة
تحيي رايتشل روس في المطار لتكتشف أنه عاد مع جولي (لورين توم) وهي إحدى معارفه من الجامعة. انعكست محاولات رايتشل الفاشلة في البداية لإخبار روس بأنها تحبه لمحاولاته الفاشلة في الموسم الأول. تطور الخلاف بينهما بعد انفصاله عن جولي من أجلها عندما تكتشف رايتشل قائمة روس التي تضم سلبيات مواعدته لها. يدخلان في علاقة في النهاية بعد أن شاهدت رايتشل فيديو منزليا قديمًا لحفلة التخرج لمونيكا وأدركت أن روس كانت سينوب كمواعد لها لحفل التخرج التي كادت أن تُلْغى. ترقت مونيكا إلى رئيسة الطباخين في مطعم إريديوم ثم طُردت لقبولها هدايا من أحد الموردين، وهو الأمر الذي يتعارض مع سياسة الشركة. واضطرت للعمل في وظيفة محرجة كنادلة في مطعم على طراز الخمسينيات من القرن الماضي بسبب احتياجها للمال. بدأت أيضًا في مواعدة ريتشارد بيرك (توم سيليك)، وهو صديق للعائلة مطلق حديثًا ويكبرها ب21 عامًا. انفصلا في النهاية عندما أدركت مونيكا أن ريتشارد لا يريد المزيد من الأطفال كونه أبا لأطفال أخرين. ٱختير جوي للتمثيل في نسخة خيالية من المسلسل التلفزيوني أيام حياتنا كجراح الأعصاب الدكتور دريك راموراي. ينتقل من شقته وشقة تشاندلر، مما يجبر تشاندلر على الحصول على رفيق سكن جديد، إيدي (آدم غولدبرغ). ومع ذلك، فإن إيدي مزعج ومضطرب إلى حد ما. تُقْتَل شخصيته عندما يدعي جوي في مقابلة مع مجلة خاصة بالمسلسلات التلفزيونية الطويلة أنه يكتب العديد من سطوره الخاصة، مما يسيء إلى كاتب المسلسل. يعود جوي للعيش مع تشاندلر بعد أن أصبح غير قادر على تحمل تكاليف شقته الجديدة باهظة الثمن ويطرد إدي في أثناء ذلك. يتحدث تشاندلر إلى امرأة مجهولة في غرفة دردشة عبر الإنترنت في نهاية الموسم. يتبين أن المرأة هي جانيس نفسها عندما يوافقان على الالتقاء شخصيًا.

## الاستقبال
يحتوي الموسم الثاني على 3 تقييمات مدرجة وكلها إيجابية على موقع روتن توميتوز.
صنف موقع «كولايدر» الموسم في المرتبة السابعة على ترتيب أفضل مواسم مسلسل فريندز العشرة. كانت حلقة «الواحدة مع فيديو البروم» الحلقة المتميزة في الموسم وفقًا لهم.